# Jean-Baptiste-Michel Renou de Chauvigné
Jean-Baptiste-Michel Renou de Chauvigné známý jako Jaillot (1710 – 5. dubna 1780 v Paříži) byl francouzský geograf a kartograf, historik, tiskař a knihkupec v Paříži.

## Životopis
Jean-Baptiste-Michel byl synem Jean-Baptiste-Urbaina Renoua, právníka pařížského parlamentu, a přes svou matku vnukem kartografa Alexise Huberta Jaillota. Byl tajemníkem francouzského velvyslance v Janově. Jméno „Jaillot“ přijal poté, co se oženil se svou sestřenicí Françoise Jaillotovou v únoru 1755. Od svého tchána Bernarda-Jeana-Hyacintha Jaillota převzal sbírku map, kterou jeho manželka držela od roku 1749 se svými třemi sestrami, a také titul řádného královského geografa.
Jaillot byl členem Akademie věd v Angers. Zemřel bezdětný v Paříži dne 5. dubna 1780. Jeho sestra Charlotte-Ursule Renou de Varennes, jediná dědička, nechala kartografickou sbírku (mapy a výkresy) rozprodat v aukci v březnu 1781. Část koupil Jean-Claude Dezauche, vydavatel a obchodník se zeměpisnými mapami.
V 5. obvodu byla na jeho památku pojmenována Passage Jaillot.

## Dílo

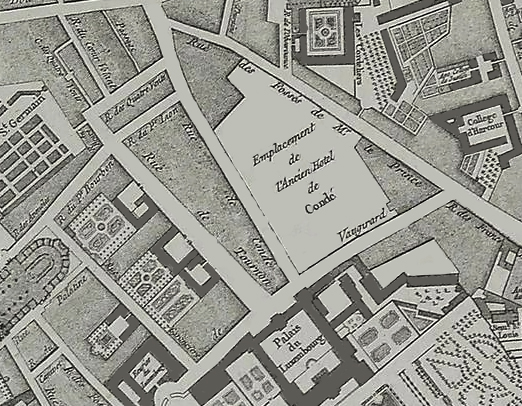
Výřez z Jaillotovy mapy Paříže z roku 1775.

- Plan de Prague et de ses environs, 1757 (Mapa Prahy a jejího okolí)
- Nouveau Plan de la ville de Paris et de ses faubourgs, 1770 (Nový plán města Paříže a jejích předměstí)
- Nouveau Plan de la ville et fauxbourgs de Paris, 1777 (Nový plán města a předměstí Paříže)
- L'empire d'Allemagne divisé en ses principaux Estats, où sont exactement remarquées toutes les routes des postes... jusque dans la Pologne et dans la Hongrie, 1782 (Německá říše rozděliená na své hlavní státy, kde jsou přesně zaznamenány všechny poštovní cesty... až do Polska a Uher)
- Recherches critiques, historiques et topographiques sur la ville de Paris, depuis ses commencemens connus jusqu'à présent, 20 dílů v 5 svazcích, 1775 (Kritický, historický a topografický výzkum města Paříže, od jejích známých počátků až doposud)
  - Tome premier, quartiers I. La Cité, II. S. Jacques de la Boucherie, III. Sainte-Opportune, IV. Le Louvre, V. Le Palais Royal;
  - Tome second, quartiers VI. Mont Martre, VII. S. Eustache, VIII. Les Halles; IX. S. Denys, X. S. Martin;
  - Tome troisième, quartiers XIII. Sainte-Avoie, XIV. Le Temple, XV. S. Antoine;
  - Tome quatrième, quartiers VI. La Place Maubert, XVII S. Benoît;
  - Tome cinquième, quartiers XVIII. S. André, XIX. Le Luxembourg, X. S. Germain des Prés.